# Joan Cather
Pour les articles homonymes, voir Cather.
Joan Cather (1882–1967) aussi connue sous le nom de Josephine Cather, est une suffragette britannique. Elle a reçu une médaille de la grève de la faim, « For Valour » en 1912, et une broche de la prison Holloway pour son emprisonnement du fait de ses activités en faveur du droit de vote des femmes. En signe de protestation, elle a refusé de participer au recensement britannique de 1911 (en).

## Vie et militantisme
Née Joan Waller en 1882 à Hendon, elle est la fille d'Arthur et Jane Joan. La famille s'installe dans le Kent en 1886, et peu d'éléments de sa vie sont connus, jusqu'en 1891, où elle vit chez sa tante paternelle à Brighton. Elle épouse John Leonard Cather en 1908. Son mari est un ancien lieutenant de la Royal Navy et, en quittant le service, il est indiqué, au recensement de 1911, qu'il est devenu carrossier.
Cather n'est pas enregistrée dans le recensement de 1911, ainsi que d'autres femmes refusant d'être « comptées » si elles n'ont pas le droit de voter.
Son mari soutient sa position car il a annoté le formulaire de recensement en indiquant qu'il a des « scrupules de conscience » en tant que chef de famille pour noter toute « occupante féminine » afin d'éviter que les statistiques du recensement ne soient utilisées par les législateurs pour « une nouvelle législation vexatoire » contre les femmes « dans laquelle ils n'ont pas de voix ». Il poursuit en disant qu'il fournira les informations si le projet de loi du comité de conciliation est adopté. Le registraire a cependant noté deux femmes comme « le nombre probable » d'autres occupants du foyer.
Joan Cather est membre, à partir de 1913, de la Church League for Women's Suffrage, dont elle est la secrétaire bénévole pour la propagande. Cette organisation vise à « sécuriser le vote dans l'Église et l'État tel qu'il est ou peut être accordé aux hommes ». John Leonard Cather rejoint pour sa part en 1912 la Men's League for Women's Suffrage dont il est secrétaire bénévole. Il est  également président du comité des finances de la Church League à partir de 1914.
La Church League en 1914 permet aux individus de participer à d'autres mouvements pour la cause de l'égalité des femmes, mais les "seules méthodes de leur propre organisation... sont celles de la prière et de l'éducation".

## Emprisonnement et reconnaissance
Joan Cather est arrêtée en mars 2012 pour avoir brisé des vitres du département des Bois et Forêts, une date à laquelle de nombreuses femmes sont arrêtées pour une campagne militante de bris de vitres, et elle est condamnée à deux mois de travaux forcés. C'est sous le pseudonyme de Josephine Carter qu'elle apparaît dans le registre d'honneur de la Women's Social and Political Union (WSPU) et qu'elle reçoit la médaille de grève de la faim pour son emprisonnement le 4 mars 1912, . La citation gravée sur la barre est « For Valour » et l'inscription dit
Présenté à Joan Cather par la Women's Social and Political Union en reconnaissance d'une action courageuse, par laquelle un grand principe de justice politique a été justifié par l'endurance jusqu'à la dernière extrémité de la faim et des difficultés.
Les rubans des médailles sont aux couleurs de la WSPU, vert, blanc et violet. La médaille de Cather se trouve au British Museum. Cather est également récipiendaire d'une broche de la prison Holloway, décernée également par la Women's Social and Political Union, en reconnaissance de sa souffrance pour la cause.
Durant la Première Guerre mondiale, elle participe à l'effort de guerre, initialement dans le Home Defense and Munitions, puis comme infirmière. Après-guerre, le couple s'installe à Bexhill-on-Sea, dans le Sussex. Joan Cather rejoint la section de la Women’s Protestant Union d'Hastings dont elle est secrétaire bénévole. Elle s'engage notamment en faveur de la semaine de la paix en 1929 et écrit un article à ce propos dans le journal local. Elle meurt en 1967.
Le British Museum acquiert sa médaille de grève de la faim en 1975, sept ans après sa mort.